# Система отслеживания движений головы
Система отслеживания движений головы (жарг. трекер, от англ. to track «отслеживать») — устройство ввода информации для персонального компьютера, преобразующее движения головы пользователя в координаты.
В потребительских системах применяются те же технологии, что и в системах захвата движений тела, но оптимизированные под низкую цену. При этом движение требуется отслеживать лишь в ограниченном пространстве перед компьютерным монитором.

## Применение
- В шлемах виртуальной реальности трекер отслеживает движения головы, и соответственно изменяется изображение в шлеме.
- Для людей с ограниченной подвижностью как замена мыши.
- В симуляторах для имитации поворотов головы. Особенно это важно в авиасимуляторах, где вражеский самолёт может находиться в любом направлении от вас. Для того, чтобы пользователь не отворачивался от экрана, система настраивается так, что небольшой поворот головы соответствует повороту камеры на 180°.
- В трёхмерном программном обеспечении для имитации трёхмерности «заэкранного» мира — при поворотах, наклонах и т. д. изображение на экране подстраивается так, что возникает иллюзия, что пользователь смотрит через окно-монитор на трёхмерный объект.

## Принцип действия

### Маркер и датчик
На голове пользователя крепится маркер. В зависимости от применения, он может наклеиваться прямо на лоб, крепиться к наушникам, к головному убору и т. д. Неподвижный датчик отслеживает движения маркера. Отслеживание маркера может быть электромагнитным, лазерным, оптическим или ультразвуковым.
Маркер может быть активным и пассивным. Активный маркер имеет встроенный излучатель (соответственно, он либо имеет встроенный источник питания, либо привязан проводом к основному блоку). Пассивный маркер отражает видимый или инфракрасный свет.
Теоретически возможна (но не применяется в потребительских устройствах) система с неподвижными маркерами и закрепляемым на голове приёмником.

### Инерциальное отслеживание
В этом случае на голове пользователя крепится отслеживающий блок с гироскопами и акселерометрами (как в шлемах виртуальной реальности). Привязка к неподвижному маркеру такому устройству не требуется.

## Примеры

### TrackIR
TrackIR применяет инфракрасную камеру с подсветкой инфракрасными диодами; в качестве маркера используется специальная отражающая наклейка. Также в некоторые комплектации TrackIR входит кепка с двумя вшитыми маркерами (на козырьке и сзади — для тех, кто носит её козырьком назад). TrackIR отслеживает движение по 6 степеням свободы — это позволяет, например, «перегнуться через борт». В мире авиасимуляторов считается high-end. Недостаток — высокая цена.

### RUCAP UM-5
Трекер RUCAP UM-5 — это беспроводной джойстик, который:
- отвечает за управление обзором в компьютерных играх, наиболее эффективен в играх — авиасимуляторах и автосимуляторах;
- является устройством, заменяющим компьютерную мышь для людей с ограниченными возможностями.

Трекер RUCAP UM-5 в реальном времени и с высокой точностью определяет положение и поворот головы человека относительно монитора.
Данный проект выведен в массовое производство в 2010 году. В устройстве применяется активный ультразвуковой маркер. Движение головы отслеживается с высокой точностью по пяти степеням свободы.

### HeadJoy и производные
HeadJoy — устройство, разработанное российскими энтузиастами, предположительно на основе открытого USB-джойстика MJoy. Имеет активный маркер с четырьмя светодиодами, закрытыми специальной шторкой; приёмник сравнивает интенсивность света от каждого из них и соответственно вычисляет поворот головы пользователя. Работает по трём координатам — поворот головы и приближение к экрану.
Также существуют несколько клонов HeadJoy, работающих по тому же принципу.

### Самоделки на основе Wii Remote
С самого выхода приставки Nintendo Wii начались попытки применить пульт от неё (Wii Remote) в качестве трекера головы. Несмотря на низкую цену, Wii Remote содержит ИК-камеру высокого разрешения со встроенным ПЛИС-фильтром, вычленяющим из изображения яркие точки, простейший трёхосный акселерометр и Bluetooth.
По состоянию на конец 2008 года, Wii Remote как трекер полностью поддерживается программой FreeTrack.

### Профессиональный трекинг A.R.T
A.R.T. — профессиональная система отслеживания, применяемая в научных исследованиях, системах виртуальной реальности для разработки сложных технических изделий (авиакосмическая и автомобильная промышленность и т. д.), медицине и робототехнике. Система построена на инфракрасном оптическом принципе. Также A.R.T. может работать в режиме motion capture.

### Программы, использующие обычнуювеб-камеру
- Enable Viacam.
- FaceTrackNoIR.
- Cam2Pan — shareware-программа, применяющая для отслеживания движений головы с помощью веб-камеры[5]. По заверениям разработчика, Cam2Pan может работать без всяких маркеров, однако отражающая наклейка или яркий светодиод улучшает отслеживание.
- FreeTrack — открытая альтернатива TrackIR, использующая для отслеживания обычную web-самеру и сборку из одного, трёх или четырёх светодиодов. Светодиодную сборку (или же сборку с отражателями) пользователь вынужден изготавливать самостоятельно. Отслеживает движения по всем шести координатам.
- OpenTrack - программа с открытым исходным кодом. Регулярно обновляется.
- FaceTrackNoIR —  тематическое приложение, аналогично FreeTrack и Opentrack.